# Đá phiến lục

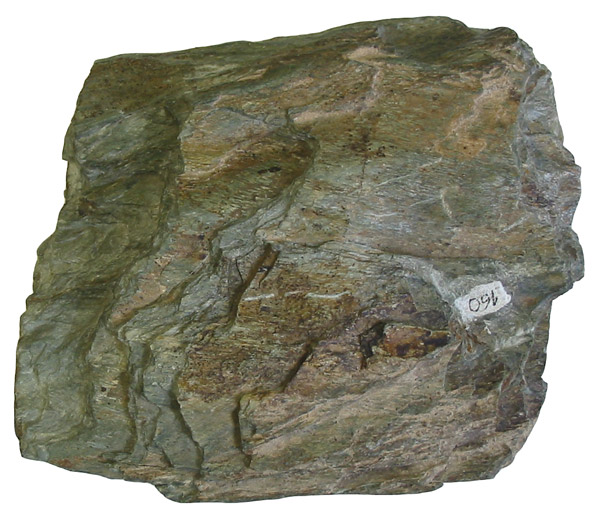
Đá phiến clorit, một loại đá phiến lục.

Đá phiến lục là các đá biến chất được hình thành ở nhiệt độ và áp suất thấp nhất thường được sinh tra trong quá trình biến chất khu vực, đặc biệt ở 300–450 °C (570–840 °F) và 1–4 kbar (14.500–58.000 psi). Tên gọi của nó là do có nhiều khoáng vật màu lục như clorit, serpentin, và epidot, và các khoáng dạng vẩy như muscovit và vảy serpentin. Tính vẩy gây ra khuynh hướng tách hoặc tính phân phiến. Các khoáng vật phổ biến khác như thạch anh, orthoclase, talc, khoáng vật cacbonat và amphibol (actinolit).